# Hippodrome de Bergsåker
L'hippodrome de Bergsåker se trouve à Sundsvall en Suède. Il accueille de nombreuses courses hippiques, en particulier des courses de trot. Fin août se déroule la plus réputée d'entre elles, le Sundsvall Open Trot.